# Мрія за фіранкою
«Мрія за фіранкою» (кит.: 一簾幽夢 yī lián yōu mèng) — романтична драма, телесеріал Тайваню, створений новелістом письменником Чіонг Яо (кит: 瓊瑤 Qióng Yáo).
Серіал містить 47 епізодів.
Прем'єра серіалу відбулася 25 березня 1996 року. Остання серія вийшла на екрани 29 травня 1996 року.
Це була передісторія з 2007 телесеріали Китаю, Мрії посилання (кит: 又見一簾幽夢 yòu jiàn yī lián yōu mèng), в головній ролі Алекс Фонг, Дженні Чжань, Цінь Лін і Джефф Бао.

## В ролях
- Вівіан Чен — Ванг Дзи-лінг (кит: 汪紫菱 Wāng Zǐ-líng)
- Стефані Сяо — Ванг Лю-пінг (кит: 汪綠萍 Wāng Lǜ-píng)
- Кевін Лін — Чу Льєн (кит: 楚濂 Chǔ Lián)
- Ліу Де Ци — Феі Юн-фан (кит: 費雲帆 Fèi Yún-fān)
- Тіффані Ліу — Чін Ю-чю (кит: 秦雨秋 Qín Yǔ-qiū)
- Лі Лі Фен — Шун Тюан (кит: 舜絹 Shùn Juàn)
- Гао Фен — Ванг Джан-пенг (кит: 汪展鵬 Wāng Zhǎn-péng))
- Цзян Ся — Сін Ї (кит: 心怡 Xīn Yí)
- Коу Хен Лу — Чу Шан-де (кит: 楚尚德 Chǔ Shàng-dé)
- Чжун Бен Вей — Чу Пеі (кит: 楚沛 Chǔ Pèi)
- Майко Чен — Дай Сяо-єн (кит: 戴曉妍 Dài Xiǎo-yán)
- Чен Вей Ан — Тао Тьєн-бо (кит: 陶劍波 Táo Jiàn-bō)
- Кан Діан Хун — Фей Юн-джоу (кит: 費雲舟 Fèi Yún-zhōu)
- Ан Вей Вень — Я Фу (кит: 雅芙 Yǎ Fú)
- Ван Сю Фен — Жонг Ер (кит: 蓉兒 Róng Ér)
- Тіан Пінг Чун — Дай Фу(кит: 戴父 Dài Fù)
- Лі Вей Їі — Дай Му (кит: 戴母 Dài Mǔ)